# Rajd Tysiąca Jezior 1961
Rajd 1000 Jezior 1961 (11. Jyväskylän Suurajot - Rally of the 1000 Lakes) – 11. edycja rajdu samochodowego Rajdu 1000 Jezior rozgrywanego w Finlandii. Rozgrywany był od 18 do 20 sierpnia 1961 roku. Była to ósma runda Rajdowych Mistrzostw Europy w roku 1961.

## Klasyfikacja rajdu
| Miejsce                      | Kierowca                     | Pilot                        | Samochód                      | Czas                         | Strata                       |                              |
| Klasyfikacja generalna i ERC | Klasyfikacja generalna i ERC | Klasyfikacja generalna i ERC | Klasyfikacja generalna i ERC  | Klasyfikacja generalna i ERC | Klasyfikacja generalna i ERC | Klasyfikacja generalna i ERC |
| ---------------------------- | ---------------------------- | ---------------------------- | ----------------------------- | ---------------------------- | ---------------------------- | ---------------------------- |
| 1.                           | Rauno Aaltonen               | Väinö Nurmimaa               | Mercedes-Benz 220 SE          | 27:04.1                      | 0.0                          |                              |
| 2.                           | Pauli Toivonen               | Jaakko Kallio                | Citroën ID 19                 | 32:31.1                      | +5:27.0                      |                              |
| 3.                           | Esko Keinänen                | Rainer Eklund                | Škoda Octavia TS              | 33:03.6                      | +5:59.5                      |                              |
| 4.                           | Carl-Magnus Skogh            | Fergus Sager                 | Saab 96                       | 33:04.7                      | +6:00.6                      |                              |
| 5.                           | Gunnar Andersson             | Bo Hellberg                  | Volvo 544                     | 33:50.7                      | +6:46.6                      |                              |
| 6.                           | Carl-Otto Bremer             | Juhani Lampi                 | Saab 96                       | 34:01.4                      | +6:57.3                      |                              |
| 7.                           | Bengt Söderström             | Bo Ohlsson                   | Saab 96                       | 34:22.2                      | +7:18.1                      |                              |
| 8.                           | Harry Bengtsson              | Hans-Joachim Walter          | Volkswagen Käfer Typ 122 1200 | 34:35.9                      | +7:31.8                      |                              |
| 9.                           | Alrik Stenström              | Börje Nilsson                | Volkswagen Käfer Typ 122 1200 | 36:13.6                      | +9:09.5                      |                              |
| 10.                          | Sven-Eric Holm               | Torsten Åman                 | Austin Mini                   | 37:01.8                      | +9:57.7                      |                              |